# Gunnar Andersen (Sportler, 1909)
Gunnar Andersen (* 26. Februar 1909 in Geithus; † 26. Juni 1988) war ein norwegischer Skispringer.

## Werdegang
Andersen feierte in seiner Karriere nur einen großen internationalen Erfolg. Bei den Weltmeisterschaften 1930 in Oslo wurde er mit Sprüngen auf 48 und 48,5 Meter Weltmeister im Skispringen von der Großschanze vor Reidar Andersen und Sigmund Ruud. Ein Jahr später bei der Nordischen Skiweltmeisterschaft 1931 in Oberhof landete er mit zwei Sprüngen auf 50 Meter nur abgeschlagen auf Rang 52.